# Maeshowe
Maeshowe (también escrito Maes Howe) es un cairn, túmulo o apilamiento de piedras del Neolítico, y un enterramiento subterráneo situado en las Órcadas, en Escocia. Maeshowe y otros monumentos neolíticos cercanos, entre ellos el poblado de Skara Brae, fueron declarados Patrimonio de la Humanidad por la Unesco en 1999. El nombre de "Maeshowe" también se utiliza para referirse a este tipo de enterramientos en forma de pasadizos, que no tienen similitud con ningún otro enterramiento, ni en las Órcadas ni en ningún otro lugar. 
Fue construida empleando 30 toneladas de piedra arenisca, al parecer por el grupo de pueblos denominados "de cerámica estriada", y su diseño hace que la entrada quede alineada para ser iluminada durante el solsticio de invierno.
De acuerdo con la saga Orkneyinga, Maeshowe fue saqueada por los vikingos (entre ellos Harald Maddadsson y Rognvald Eysteinsson) hacia el siglo XII. Los vikingos dejaron a su paso una serie de más de treinta «grafitis» rúnicos en las paredes de las cámaras en los que se resguardaron, que constituyen la mayor colección de este tipo de inscripciones conservada en el mundo. Entre esas inscripciones se encuentra una en concreto que confirma la relación de Ragnar Lodbrok y sus hijos con aquellas islas.
Las ménsulas del techo fueron destruidas en 1861 por arqueólogos excesivamente entusiastas pero inexpertos, que también despojaron al sitio arqueológico de la mayoría de los objetos que pudiera haber habido en el lugar. La estructura del montículo, sin embargo, no sufrió daños, por lo que el recinto todavía mantiene el diseño de la construcción original, distinto a lo que puede encontrarse en cualquier otro lugar de las islas británicas.